# Molophilus (Lyriomolophilus) sublyratus
Molophilus (Lyriomolophilus) sublyratus is een tweevleugelige uit de familie steltmuggen (Limoniidae). De soort komt voor in het Australaziatisch gebied.